# Autsdorf (Bogen)
Autsdorf ist ein Stadtteil von Bogen im niederbayerischen Landkreis Straubing-Bogen. Die Einöde liegt circa eineinhalb Kilometer nordöstlich von Bogen und ist über die Kreisstraße SR 3 zu erreichen.  
Am 1. Januar 1971 kam Autsdorf als Ortsteil der ehemals selbständigen Gemeinde Bogenberg zu Bogen.